# Набишиці
Набишиці (пол. Nabyszyce, нім. Holzhausen) — село в Польщі, у гміні Одолянув Островського повіту Великопольського воєводства.
Населення — 636 осіб (2011).

## Демографія
Демографічна структура станом на 31 березня 2011 року:
|          | Загалом | Допрацездатний вік | Працездатний вік | Постпрацездатний вік |
| -------- | ------- | ------------------ | ---------------- | -------------------- |
| Чоловіки | 329     | 83                 | 216              | 30                   |
| Жінки    | 307     | 60                 | 182              | 65                   |
| Разом    | 636     | 143                | 398              | 95                   |